# The 69 Eyes
The 69 Eyes – fiński zespół muzyczny grający szeroko pojętą muzykę hardrockową. Założony w 1989 roku w Helsinkach wykonywał początkowo muzykę z pogranicza glam metalu i hard rocka, by ostatecznie zmienić stylistkę na mieszankę rocka gotyckiego, dark wave’u i rocka alternatywnego.

## Historia

### 1989–1999
Zespół został założony latem 1989 roku w Helsinkach przez pięciu fanów Ramones – Jyrkiego „Jyrkiego 69” Linnankiviego, Arto „Archziego” Ojajärviego, Timo „Timo-Timo” Pitkänena, Pasiego „Baziego” Moilanena oraz Lotta. Ich pierwszym wydawnictwem była 7-calowa epka „Sugarman” z 1990 roku. Kolejna epka, zatytułowana „Barbarella”, ujrzała światło dzienne rok później. Tuż przed wydaniem debiutanckiego albumu „Bump 'n' Grind” (wydanego nakładem fińskiej wytwórni Gaga Goodies) w 1992 roku, z zespołu odszedł Lotto i został zastąpiony przez Jussiego „Jussiego 69" Vuoriego. W tym samym roku zespół wydał dwie kolejne 7-calowe epki – „Juicy Lucy” i „High Times Low Lives”. W 1994 roku ukazał się kompilacyjny album „Motor City Resurrection”. Rok później ukazała się płyta „Savage Garden”, a dwa lata później „Wrap Your Troubles in Dreams” będąca zwieńczeniem glam metalowego okresu grupy.
Wydany w 1999 roku „Wasting the Dawn” stanowił odejście w kierunku rocka gotyckiego i zaznaczał pojawienie się dwóch postaci – nieformalnego „szóstego członka” zespołu, producenta Johnny’ego Lee Michaelsa, oraz Ville Valo z formacji HIM, który od tego czasu często gościł na kolejnych wydawnictwach.

### 2000–

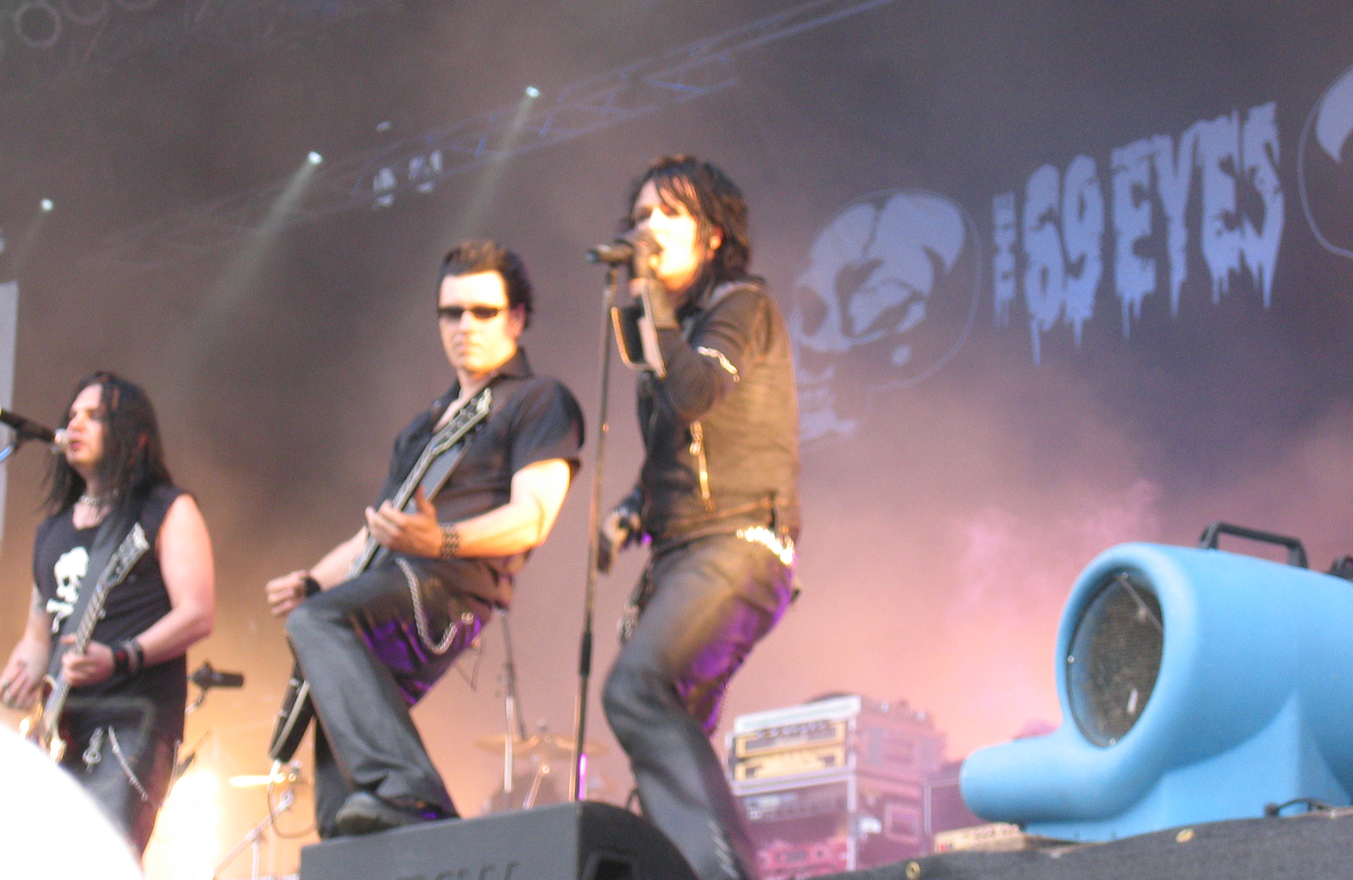
The 69 Eyes na festiwalu M’era Luna 2005

Przełomem w karierze okazał się wydany w 2000 roku album „Blessed Be”, który dotarł do 1. miejsca fińskiej listy przebojów i okrył się złotem. Panowie zagościli ponownie na pierwszych miejscach listy przebojów kolejnym albumem – wydany w 2002 roku „Paris Kills”, który po czasie zyskał status platynowej płyty. Była to ostatnia płyta studyjna wydana pod szyldem Gaga Goodies. W 2003 roku wydano jeszcze album kompilacyjny „Framed in Blood – The Very Blessed of the 69 Eyes”, wieńczący 11 lat współpracy.
W 2004 roku zespół podpisał umowę z EMI/ Virgin Records i pod jej szyldem wydał płytę „Devils”. Produkcją albumu zajęli się Lee Michaels i Hiili Hiilesmaa. Do głównego singla – „The Lost Boys” – nakręcony został teledysk, którego reżyserem został Bam Margera.
Kolejne trzy lata zespół spędził w trasie. W 2007 wydał album „Angels”, będący kontynuacją wątków podjętych na „Devils”. Ponownie produkcją zajął się duet Hiilesmaa/Lee Michaels. W tym samym roku zespół nagrał ponownie utwór „Wrap Your Troubles in Dreams”, który znalazł się na ścieżce dźwiękowej do filmu Margery „Dream Seller”.
W 2008 roku zespół wystąpił w hollywoodzkim klubie-legendzie Whisky a Go Go. Materiały z tego koncertu został wydany w postaci albumu „The 69 Eyes: Hollywood Kills”. Rok później wydany został krążek „Back in Blood”, poprzedzony singlem „Dead Girls Are Easy”. W 2012 roku pojawiła się kolejna płyta zatytułowana „X”. Początek roku 2016 zespół skwitował singlem „Jet Fighter Plane”, a następnie albumem „Universal Monsters”.

## Muzycy

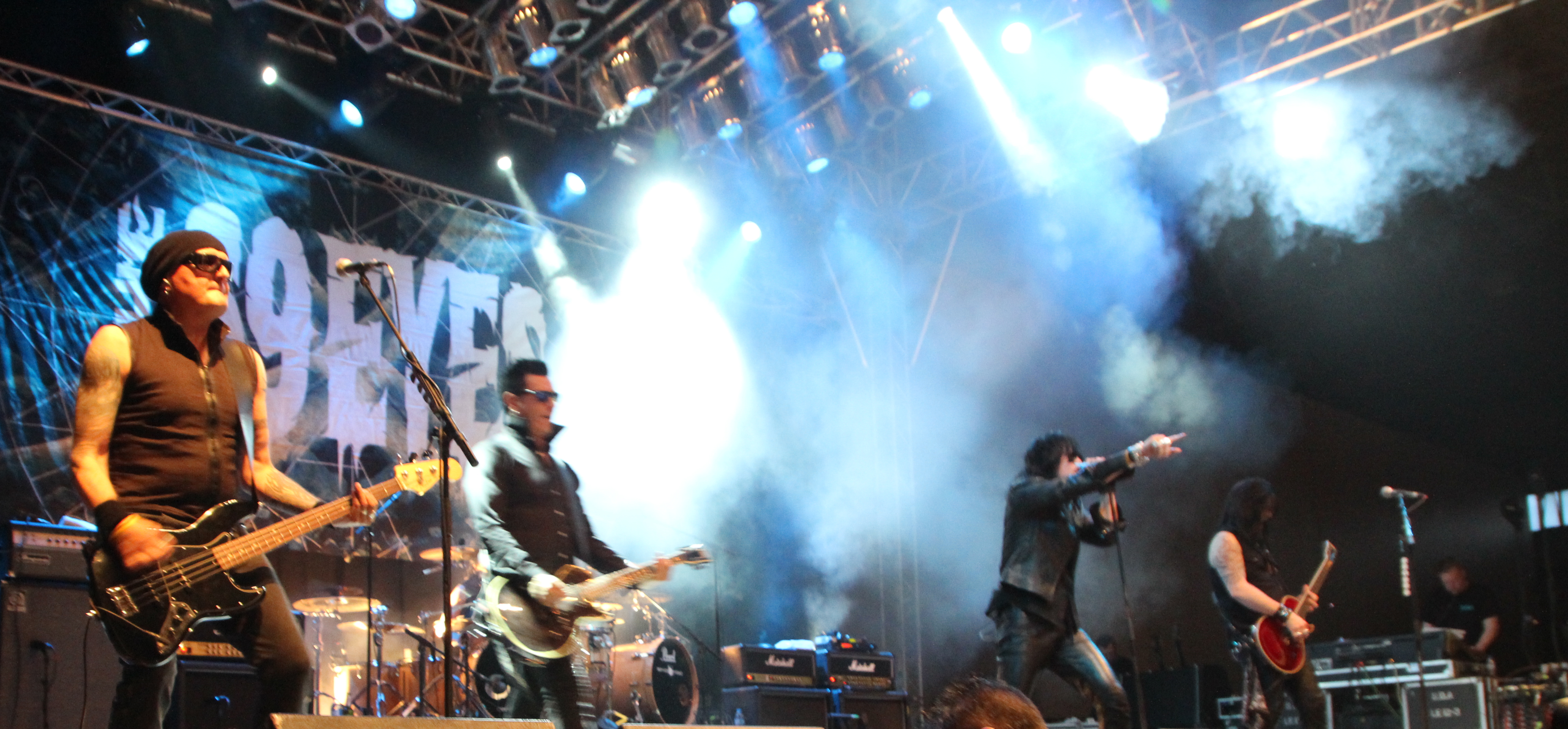
The 69 Eyes na Wave-Gotik-Treffen w 2013 roku.

| Obecny skład zespołu - Jyrki „Jyrki 69" Pekka Emil Linnankivi – wokal prowadzący - Timo „Timo-Timo” Tapio Pitkänen – gitara rytmiczna - Pasi „Bazie” Moilanen – gitara prowadząca - Jussi „Jussi 69" Heikki Tapio Vuori – perkusja - Arto „Archzie” Väinö Ensio Ojajärvi – gitara basowa, wokal wspierający |  | Byli członkowie zespołu - Lotto – perkusja |

Oś czasu

## Dyskografia
Albumy studyjne
- 1992: Bump 'n' Grind
- 1995: Savage Garden
- 1997: Wrap Your Troubles in Dreams
- 1999: Wasting the Dawn
- 2000: Blessed Be
- 2002: Paris Kills
- 2004: Devils
- 2007: Angels
- 2009: Back in Blood
- 2012: X
- 2016: Universal Monsters
- 2019: West End

## Nagrody i wyróżnienia
| Rok  | Kategoria   | Tytułem     | Nagroda    | Nota | Źródło |
| ---- | ----------- | ----------- | ---------- | ---- | ------ |
| 2009 | Vienti-Emma | The 69 Eyes | Emma-gaala | Laur | [ 5 ]  |